# Ralph Temgoua
Ralph Temgoua, né le 31 décembre 1987, est un joueur de basket-ball professionnel franco-camerounais. Il joue au poste d'arrière au SOMB

## Biographie
Ralph Temgoua commença sa carrière de basketteur dans le Val-de-Marne à 9 ans ,puis il poursuivit sa formation française et à l'âge de 18 ans décida de partir aux États-Unis durant six ans.  
Durant cette période, il passera deux années au lycée puis quatre à l'université de St Lawrence en NCAA III. 
De retour en France à 24 ans, il intégra l'effectif du Stade de Vanves qui était alors en Nationale 2 puis l'année suivante l'effectif de Cergy-Pontoise qui monta cette année-là en Nationale 1.

## Clubs successifs
- 2012 - 2013 :  Stade de Vanves
- 2013 - 2014 :  Cergy-Pontoise BB
- 2014 - 2015 :  JSA Bordeaux
- 2015 - 2016 :  Vendée Challans Basket
- 2016 - 2017 :  UJAP Quimper
- 2017 - 2020  :  SOM Boulogne
- 2020 - 2022  :  TMB Tours Métropole Basket